# 李班
李 班（り はん）は、五胡十六国成漢の第2代皇帝。字は世文。父は初代皇帝李雄の兄である李蕩。

## 生涯
父の李蕩は李特の挙兵に従い、数多くの武功を挙げて王朝創設の一端を担ったが、志半ばで戦死した。李班もまた事業に参画し、時期は不明だが平南将軍に任じられている。
建興元年（304年）10月、李特の事業を引き継いだ李雄は成漢を建国した。李雄は嫡男である兄の李蕩こそが国家の正統であると考えており、李蕩の長子李琀を後継ぎにしようと常々考えていた。
玉衡13年（323年）、武都に割拠する楊難敵攻撃の為、李雄は李琀とその弟の李稚を派遣したが、いずれも敗れて殺された。李雄はその死を深く悼み、数日に渡って食を断ち、涙を流して自らを責めたという。
玉衡14年（324年）、李雄は李蕩の子である李班を皇太子に立てる事を決めた。李雄には子が十人余りいたので、群臣は皆李雄の子を立てるように請うたが、李雄は従わずに李班を太子に立てた。
李班は謙虚な性格で他人の意見を広く受け入れ、儒者や賢人を敬愛した。また、博愛の心を持ち、その行動は法の定めに適っていた。自ら進んで何点や李釗に師事し、名士の王嘏・董融・文夔らを朋友とした。李班はいつも董融らへ「周霊王の太子晋や魏の太子丕・呉の太子登を観るに、その文章や監識は超然として卓越しており、恥じ入った様子など見せぬ。どうして古の賢者が気高く明朗であることに、後世の人は及ばないのだ！」と言っていたという。
皇族の子弟には贅沢を好む者が多かったが、李班は常にこれを戒めていた。
李雄は朝廷の大議については、必ず李班を参画させた。李班は建議して「かつて古人は墾田して均平を行い富を得ておりましたが、今は貴人が荒地を広く占有しており貧者は種を植える地すらありません。富者は余剰する土地を彼らに与えるべきです。王者たるもの、広く平等に義とするべきではないでしょうか！」と進言すると、李雄はこれに同意した。
玉衡23年（333年）3月、李雄が南中の地を併呑すると、李雄の命により李班は寧州に進み、夷を平定した。この功績により、李班は撫軍に任じられた。
玉衡24年（334年）6月、李雄は頭に瘍を負い、病床に伏せるようになった。李雄は若い頃から転戦して多くの傷を負っており、これらの傷跡がことごとく膿んだので、李雄の子である李越らは皆これを嫌悪して近づかなかった。李班は昼夜関係なくその側に侍り、付きっきりで看病した。自ら膿を吸い出して嫌がる様子を見せず、薬を出す度に涙を流し、衣冠を脱がなかった。その孝誠である様はこれほどであった。
李雄が崩御すると皇位を継承し、李寿を録尚書事に任じて補佐を命じた。李班は喪に服したので、政事は全て李寿と司徒何点や尚書令王瓌らに委ねた。
9月、江陽を鎮守していた李越は、李班が李雄の子でないのに後継ぎとされたことを不満に思っていた。李雄が亡くなると李越は成都に到来し、弟の李期と李班暗殺の計画を謀った。
李班の弟である李玝は、李越を江陽へ帰還させ、李期を梁州刺史に任じて葭萌へ移らせるよう勧めたが、李班は李雄の葬儀が終わっていなかったので子の李越らを遠ざけるのに忍びず、誠意をもって厚遇して少しも疑わなかった。この時、白い気が2筋天へ昇るという出来事があり、太史令韓豹は上奏して「宮中に陰謀・兵気があり、親戚へ注意を払われますよう」と言ったが、李班はこれを悟らなかった。
10月、李班が夜に哭霊していた時、これに乗じて李越は殯宮に入り李班を殺害した。享年47、在位は1年に満たなかった。李越は弟の李期に皇位を継承させた。李班は戾太子と諡された。
玉恒3年（337年）、漢王李寿により李期が廃立されると、李班は哀皇帝と追諡された。 

## 宗室

### 父母
- 父：李蕩
- 母：羅夫人（羅皇太后の姪）
- 養父：李雄（武帝）

### 兄弟
- 長兄：李琀
- 次兄：李稚
- 弟：李都
- 弟：李玝

## 伝記資料
- 『晋書』巻一百二十一 載記第二十一
- 『資治通鑑』巻九十五